# Уотерс, Максин
Максин Мур Уотерс (англ. Maxine Moore Waters, урождённая Карр (англ. Carr); род. 15 августа 1938, Кинлок) — американский политик, член Палаты представителей США от 43-го (а ранее 35-го и 29-м округов) избирательного округа Калифорнии с января 2013 года, представляющая Демократическую партию.

## Биография
Член Демократической партии с 1991 года, она является самой старшей из 12 женщин, представленных в настоящее время в Конгрессе Соединённых Штатов, а также является членом и бывший председателем Чёрного кокуса Конгресса. Перед тем, как стать членом Конгресса, она служила в Калифорнийской Ассамблее (нижняя палата Калифорнийского законодательного органа штата), в которой впервые была избрана в 1976 году. В качестве члена Ассамблеи, Уотерс выступала за отмену режима апартеида в Южной Африке. В Конгрессе она была откровенным противником войны в Ираке.
Максин Уотерс предъявлялись обвинения в нарушении этических принципов. В 2008 году она предположительно организовала встречу, на которой обсуждалась возможность предоставления финансовой помощи банку, акционером которого являлся супруг политика. Но обвинение было признано необоснованным, а расследование закрыто.
В начале 2017 года Максин Уотерс стала жертвой телефонного розыгрыша, в ходе которого, в частности, выразила готовность противодействовать русским хакерам, якобы вмешавшимся в выборы в несуществующем государстве Лимпопо, свергнувшим президента Бармалея и поставившим «марионетку Кремля» Айболита.